# Hortense Powdermaker
Hortense Powdermaker (24 de dezembro de 1900 - 16 de junho de 1970) foi uma antropóloga estadunidense mais conhecida por seus estudos etnográficos de afro-americanos na América rural e de Hollywood.

## Vida
Nascida em uma família judia, Powdermaker passou sua infância em Reading, Pensilvânia, e em Baltimore, Maryland. Ela estudou história e humanidades no Goucher College, graduando-se em 1921. Trabalhou como organizadora trabalhista para os Amalgamated Clothing Workers, mas ficou insatisfeita com as perspectivas do movimento trabalhista dos EUA em meio à repressão dos Palmer Raids.
Powdermaker deixou os Estados Unidos para estudar na London School of Economics, onde conheceu Bronisław Malinowski, que a convenceu a embarcar em um curso de doutorado. Enquanto na LSE, Powdermaker também trabalhou e foi influenciado por outros antropólogos como AR Radcliffe-Brown, EE Evans-Pritchard e Raymond Firth.
Completou seu doutorado em "liderança na sociedade primitiva" em 1928. Como seus contemporâneos, Powdermaker procurou identificar seu trabalho antropológico com um povo "primitivo" e realizou trabalho de campo entre os Lesu da Nova Irlanda na atual Papua Nova Guiné (Life in Lesu: The Study of a Melanesian Society in New Ireland. Williams & Norgate, Londres 1933).
Depois de retornar aos Estados Unidos, Powdermaker recebeu uma nomeação no Instituto de Relações Humanas de Yale, apoiado pela Fundação Rockefeller. O diretor Edward Sapir a encorajou a aplicar métodos de campo etnográficos ao estudo das comunidades em sua própria sociedade. Permaneceu em Yale entre 1930 e 1937, período durante o qual realizou trabalho de campo antropológico em uma comunidade afro-americana em Indianola, Mississippi, em 1932-34 (After Freedom: A Cultural Study In the Deep South, 1939).
Em 1938 começou a trabalhar no Queens College, lá estabelecendo uma carreira de três décadas. Em 1968, Hortense Powdermaker se aposentou do Queens College, onde fundou o departamento de antropologia e sociologia, e mudou-se para Berkeley, onde permaneceu engajada no trabalho de campo etnográfico. Faleceu dois anos depois, em decorrência de um ataque cardíaco. O edifício no campus do Queens College que abriga os departamentos de antropologia e sociologia (junto com outras disciplinas de ciências sociais) é nomeado em sua memória.

## Realizações

### Sul profundo
Seu estudo de Indianola, Mississippi, publicado como After Freedom, foi um dos primeiros estudos da cultura americana moderna por um antropólogo, bem como um dos primeiros estudos acadêmicos de uma comunidade inter-racial. Este estudo foi realizado de 1932 a 1934 e é de particular importância por ela ter completado com sucesso a observação participante em populações brancas e negras, apesar do perigo envolvido. Este estudo foi a fonte de sua teoria inovadora com foco na adaptação psicológica sofrida por negros e brancos devido ao seu ambiente inter-racial.

### Hollywood e Zâmbia
Pesquisas subsequentes renderam Hollywood, the Dream Factory (1950), o primeiro estudo antropológico substancial da indústria cinematográfica. Ela então trabalhou documentando a indústria de mineração e o consumo da mídia americana na Rodésia do Norte (Copper Town: Changing Africa, 1962). Para escrever Copper Town, Powdermaker teve que superar algumas dificuldades. Foi criticado por muitos antropólogos sociais que se opuseram ao uso de conceitos psicológicos, bem como à sua falta de “preparação linguística”. No entanto, é um trabalho importante sobre os efeitos do cinema na cultura africana apresentados em uma perspectiva antropológica.
Este trabalho foi publicado em 1962 nos Estados Unidos. Este livro discute a implicação direta que o cinema, ou o “bioscópio”, como era chamado pelos rodesianos do norte, tinha nas pessoas que o frequentavam. O cinema foi introduzido na África pelos governos coloniais em meados do século XX e foi percebido como tendo diferentes influências sobre a população africana dependendo do grupo que escreve sobre ele. Foram inúmeros os estudos sobre os efeitos do cinema sobre os africanos, entre eles o de Powdermaker. Copper Town: Changing Africa foi um estudo etnográfico dos efeitos na Rodésia do Norte especificamente.
Um dos pontos principais de seu trabalho foi explicar a confusão que muitos africanos experimentavam ao ver filmes ocidentais. Um deles foi a compreensão do conceito de atuação. Alguns que compareceram ficaram confusos com o conceito de um filme ser fictício. Powdermaker descreve que o conceito de atuação não foi entendido em sua maior parte e, como resultado, sempre que um ator “morreu” em um filme e reapareceu em outro, a falta de continuidade foi desconcertante. 
Isso fazia parte de uma questão mais ampla de censura de filmes na África. Os governos coloniais da época estavam começando a censurar os filmes destinados ao público africano por medo de que certos conteúdos pudessem inspirar os africanos a desafiar os governos coloniais. Powdermaker examina o conteúdo dos filmes e explica como alguns dos conteúdos foram frequentemente criticados pelos africanos devido a diferenças culturais, como beijos e uso de armas, cujos mal-entendidos levaram à falta de respeito pelas autoridades europeias. Esse conflito de valores culturais, por sua vez, ameaçou a ordem colonial que usava a censura cinematográfica como meio de impedir que os africanos se levantassem contra eles.
Uma das principais conclusões que Powdermaker tira deste conflito de cultura entre governos coloniais e povos africanos é que enquanto a relação europeia e africana era inexistente, “a ignorância resultante [estava] fadada a distorcer a comunicação dos filmes”.

### Comparações
Stranger and Friend, publicado em 1966, é uma comparação de seus quatro estudos etnográficos, um relato pessoal de sua carreira antropológica, desde o início como líder do movimento trabalhista até seu último trabalho de campo em uma comunidade africana de mineração de cobre. Este livro é tido em alta consideração na comunidade antropológica por sua “visão do empreendimento antropológico”.